# Louis Laurie
Louis Laurie est un boxeur américain né le 19 novembre 1917 à Cleveland, et mort le 26 décembre 2002 à Beachwood, Ohio.

## Carrière
Il remporte la médaille de bronze dans la catégorie poids mouches aux Jeux olympiques de Berlin en 1936. Après avoir battu Rudolf Bezděk, Asbjørn Berg-Hansen et Edmund Sobkowiak, Laurie s'incline aux points en demi-finale contre l'italien Gavino Matta. Malgré cette défaite, il recevra le trophée Val Barker à l'issue de cette compétition en récompense de la très belle boxe technique qu'il a développé lors de ce tournoi olympique.
Louis Laurie boxera dans les rangs professionnels entre 1937 et 1940 mais sans rencontrer les mêmes succès (son palmarès étant de 16 victoires, 11 défaites et 1 match nuls).

## Palmarès

### Jeux olympiques
- Jeux olympiques de 1936 à Berlin[1] (poids mouches)